# フェレンツ・エルケル
フェレンツ・エルケル（Ferenc Erkel, ハンガリー語: Erkel Ferenc ハンガリー語発音: [ˈfɛrɛnts ˈɛrkɛl], ドイツ語: Franz Erkel; 1810年11月7日 - 1893年6月15日）は、ハンガリーの作曲家、指揮者、ピアニスト。ハンガリーにおけるグランド・オペラの父とみなされており、主に歴史を題材とした彼の作品はハンガリー国内では今日でもしばしば上演されている。また、1844年からハンガリー国歌となった『賛称』の作曲者としても知られる。

## 生涯
エルケルはジュラに生まれた。父は音楽家のヨージェフ・エルケル（Joseph Erkel）で、母はクラーラ・ルトカイ（Klára Ruttkay）であった。エルケルが作曲したオペラのうち最初の3作品のリブレットはベーニ・エグレッシによるものである。エルケルは最も知られるオペラでの活躍に加えて、ピアノや合唱のための作品、並びに大曲『祝典序曲』を作曲した。彼はベルリオーズへと「ラーコーツィ行進曲」の存在を教えており、ベルリオーズはこれを後に『ファウストの劫罰』で採用している。
エルケルは1853年創設のブダペスト・フィルハーモニー管弦楽団を率いた。また、彼は1886年までハンガリー王立音楽院の学長及びピアノ科の教員として教鞭を執った。1884年にハンガリー国立歌劇場が建設されると、彼はその音楽監督に就任した。
エルケルは1839年にアデール・アドレルシュ（Adél Adlers）と結婚し、彼らの息子のうち4人は後に彼のオペラの作曲に参加した。4人とはジュラ（Gyula、1842年7月4日ペシュト-1909年3月22日ウーイペシュト）、エレク（Elek、1843年11月2日ペシュト-1893年6月10日ブダペスト）、ラースロー（László、1844年4月9日ペシュト-1896年12月3日ブラチスラヴァ）、シャーンドル（Sándor、1846年1月2日ペシュト-1900年10月14日ベーケーシュチャバ）である。
エルケルはブダペストに没している。

## 文化的影響
- エルケルはチェスの選手としても国際的に知られており、ブダペスト・チェス・クラブ（Pesti Sakk-kör）の創設者である。
- ブダペストに1911年にできた、歌劇場同様にオペラの公演を行う歌劇場の1部門が、1953年より彼の名を冠してエルケル劇場（Erkel Színház）と名付けられている。
- 彼の生誕200周年を記念して、ハンガリー国立銀行が彼の肖像をあしらった金貨と銀貨を発行した[2]。

## オペラ

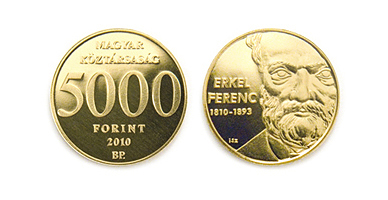
ハンガリー国立銀行が2010年にエルケル生誕200周年を記念して発行した記念金貨。László Szlávics, Jr.のデザイン。

- Bátori Mária 2幕形式、1840年 （Mária Bátoriはカールマーンの息子であるラースローの恋人の名前）
- フニャディ・ラースロー（英語版） 4幕形式、1844年
- Erzsébet 3幕形式、1857年。エルケルが手掛けたのは第2幕のみ
- バーンク・バーン（英語版） 3幕形式、1861年 （Bánk bánはアンドラーシュ2世の宮中伯バーンク・バーンのこと）
- Sarolta 3幕形式、1862年
- ドージャ・ジェルジ（英語版） 5幕形式、1867年
- Brankovics György 4幕形式、1874年
- Névtelen hősök（名もない英雄） 4幕形式、1880年
- István király（イシュトヴァーン1世） 4幕形式、1885年
- Kemény Simon 3幕形式の予定だったが断片のみ現存